# Nebojša Koharović

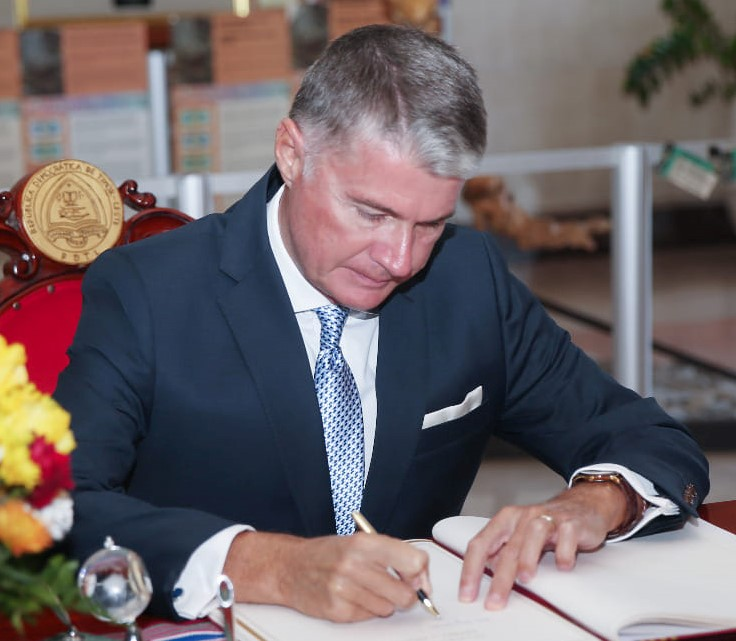
Nebojša Koharović (2023)

Nebojša Koharović (* 17. Mai 1963 in Zagreb, Jugoslawien) ist ein kroatischer Diplomat und Politiker.

## Werdegang
Koharović besuchte die Grund- und Sekundarschule in Zagreb. Er hat einen Master in Philosophie von der Universität Zagreb, wo er auch einen Abschluss in südslawischen Sprachen gemacht hat. Parallel studierte er Englisch und Russisch.
Von 1988 bis 1990 war Koharović in der Außenhandelsabteilung des Verlags Mladost und dann bis 2000 wissenschaftlicher Assistent in der Abteilung für kroatische Standardsprache an der Universität Zagreb. Koharović hat mehrere Dutzend wissenschaftliche und fachliche Arbeiten und Bücher in den Bereichen kroatische Sprachstudien, Soziolinguistik und Kulturologie verfasst. Er lehrte regelmäßig an der Universität Zagreb und war Gastdozent an der Diplomatischen Akademie des kroatischen Außenministeriums sowie an ausländischen Universitäten, darunter die Universität von Paris, die Columbia University (New York) und die Jagiellonen-Universität in Krakau. Koharović war beim Matica hrvatska aktiv und Chefredakteur von Vijenc, der Zeitschrift des Kulturverbandes. Als Angehöriger der Militärpolizei nahm er sechs Monate am Kroatienkrieg teil.
Bei den ersten freien Wahlen war Koharović Aktivist der Koalicija narodnog sporazuma (KNS) und ab der Parteigründung Mitglied der Hrvatska demokratska zajednica (HDZ). Hier gehörte er von Beginn an zur Führungsebene, so als Mitglied des Präsidiums. Später wurde er internationaler Sekretär der Partei. Zweimal war Koharović Kandidat der Partei für das kroatische Staatsparlament Sabor und zweimal für die Zagreber Stadtversammlung. Er verfasste mehrere politischer Artikel in kroatischen Zeitungen und 1993 in der französischen Zeitung Le Monde.

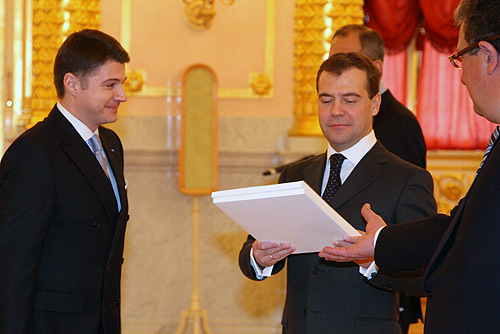
Nebojša Koharović bei der Übergabe seiner Akkreditierung an Dmitri Medwedew (2008)

Koharović wurde am 6. April 2000 stellvertretender Außenminister für nichteuropäische bilaterale Angelegenheiten. Danach war er ab dem 16. Mai 2003s kroatischer Botschafter in Polen und ab dem 16. November 2008 bis 2012 in Russland. Von 2012 bis 2013 war Koharović wieder stellvertretender Minister, diesmal für den Bereich „bilaterale Beziehungen bei auswärtigen und europäischen Angelegenheiten“ und von 2013 bis 2019 kroatischer Botschafter in der Volksrepublik China.
2019 erhielt Koharović das Amt des Botschafters in Jakarta (Indonesien). Gleichzeitig ist er zuständig für Osttimor, die Philippinen, Singapur, Thailand und die ASEAN. Seine Akkreditierung für die Philippinen übergab Koharović am 3. Mai 2021, am 12. Oktober 2021 für Singapur und am 1. Februar 2023 für Osttimor an Präsident José Ramos-Horta.

## Sonstiges
Koharović spricht Englisch, Russisch, Italienisch, Polnisch und Bulgarisch und verfügt über Kenntnisse in Deutsch, Französisch und Tschechisch. Er ist verheiratet und hat zwei Kinder.
Nach Beendigung seiner Amtszeit als Botschafter in Polen wurde Koharović 2008 mit dem Verdienstorden der Republik Polen und 2012, ebenfalls nach Beendigung seiner Amtszeit in Russland, mit der Puschkin-Medaille der Russischen Föderation ausgezeichnet.